# Andrea Zorzi
Andrea Zorzi, född 29 juli 1965 i Noale i Italien, är en italiensk före detta volleybollspelare. Zorzi vann VM 1990 och  1994, EM 1989, 1993 och 1995 och tog silver vid OS 1996.